# Kefersteinia minutiflora
Kefersteinia minutiflora là một loài thực vật có hoa trong họ Lan. Loài này được Dodson mô tả khoa học đầu tiên năm 1982.